# ترمولی
ترمولی (به ایتالیایی: Termoli) یک کومونه در ایتالیا است که در استان کامپوباسو واقع شده‌است.

## خصوصیات
ترمولی ۵۵٫۱۰ کیلومترمربع مساحت و ۳۲٬۷۷۴ نفر جمعیت دارد و ۱۵ متر بالاتر از سطح دریا واقع شده‌است.

## خواهرخوانده
شهر خوژوف خواهرخواندهٔ ترمولی هست.